# 軍事力 (ビドル)
『軍事力』(Military Power: Explaining Victory and Defeat in Modern Battle)とは2004年にアメリカの軍事学者スティーブン・ビドルが発表した軍事学の研究である。

## 概要
ビドルは軍事力の構成要素として近代システムという概念を論じている。近代システムとは軍事作戦を遂行するために使用される火力や機動、防護を組み合わせた戦闘行動の大系であり、具体的には火砲による突撃支援射撃や機関銃を活用した射撃と運動などの戦闘行動が挙げられる。このような近代システムの成立をビドルは第一次世界大戦における1918年のドイツ軍の攻勢作戦に求めている。第一次世界大戦では機関銃や塹壕が導入されたことによる防御戦闘の効率性が向上したことで、より高度な攻撃力が求められた。したがってドイツ軍は兵員の数量的優位や兵器の技術的優位という従来の手法に頼らない方法で、より高度な戦闘力を発揮することを実現した。この数量的優位や技術的優位に頼らない戦闘方法が近代システムと呼ばれるものである。この近代システムは軍事訓練や戦闘教義、組織体系などの要素が重要であり、湾岸戦争で大きな損害を出したイラク軍の問題はこの近代システムの不在に起因するものであると分析している。